# Commana
Commana (bret. Kommanna) – miejscowość i gmina we Francji, w regionie Bretania, w departamencie Finistère. W 2013 roku populacja gminy wynosiła 1130 mieszkańców. Na terenie gminy swoje źródła ma rzeka Élorn. 